# Celestino Martínez Sánchez
Celestino Martínez Sánchez (Caracas, 19 de mayo de 1820 - 23 de diciembre de 1885) fue un pintor, grabador y litógrafo del siglo XIX. Es reconocido tanto en Colombia como en Venezuela como un artista que sirvió de puente entre la pintura del siglo XVIII y el fotograbado del siglo XIX. Es también conocido por la autoría del dibujo El llanero domador, que aparece en la portada del primer número de la revista El Cojo Ilustrado.

## Biografía
Celestino Martínez Sánchez nació en Caracas, Venezuela el 19 de mayo de 1820. Hijo del ministro de la Corte Suprema, Juan José Dionisio Martínez Alemán e Isabel María Sánchez Ramírez.
Su formación académica comienza haciéndose discípulo de Juan Lovera en el año 1832 con quien aprendió pintura, posteriormente viaja a Europa, particularmente a París donde expande sus conocimientos con el estudio de las escuelas clásicas. En su pintura practicó el retrato a la aguada y el retrato en miniatura junto a la pintura histórica y de costumbres, géneros en los que demostró su esmero y habilidad por el dibujo, conjugado con la vigorosidad del colorido.
En febrero de 1839, a los diecinueve años, se encuentra impartiendo clases de dibujo en la sede de la Sociedad Económica Amigos del País fundada por el General José Antonio Páez, institución que estaba a cargo de la Dirección General de Instrucción Pública. Tras la solicitud de cierre decidida por el Concejo Municipal en octubre de ese mismo año se produce una pausa en sus cursos de dibujo que se reanudan con la inauguración de la Escuela de Dibujo para noviembre del mismo año y donde Martínez continúa impartiendo clases así como en otras instituciones como la Academia de Matemáticas (luego Academia Militar), el colegio Roscio en donde tuvo como discípulos en 1841 a Martín Tovar y Tovar, Antonio Guzmán Blanco, los hermanos Rojas y a Cristóbal Rojas padre. En 1843 daba clases de dibujo en el Colegio de La Paz y la Independencia de Caracas del mismo modo que impartía clases particulares.
En el año de 1840 Celestino Martínez siendo un joven de veinte años escribe la primera obra de teatro histórico en Venezuela, ¡Araure!: drama histórico en tres actos. Se trata de un folletín de no más de cincuenta páginas editado por el presidente Antonio Guzmán Blanco y aparece impresa por primera vez en Caracas en el año de 1883, con motivo del primer centenario del nacimiento del Libertador.
En 1844 trabajó con su hermano Gerónimo Martínez en el taller litográfico de Johann Heinrich Müller y Wilhelm Stapler, donde realizaron los grabados del primer libro ilustrado publicado en Venezuela, Los Misterios de París de Eugenio Sue anunciado en 1845. Al disolverse la sociedad de Müller y Stapler en 1844, los hermanos Martínez decidieron continuar con el arte litográfico. En diciembre de este año participa en la Exposición nacional de productos naturales y de las artes liberales y mecánicas del país, donde recibe un premio junto a Lewis Brian Adams, Carmelo Fernández y Ramón Irazábal. Para este momento conjuntamente con sus trabajos gráficos, Celestino Martínez continúa su obra pictórica e incluso irrumpe en la exploración de la temática religiosa como el cuadro del Bautismo de Cristo (1847) encargado para la capilla del bautisterio de la Santa Iglesia Metropolitana, actual Catedral de Caracas donde se señalaba que era "el primer cuadro que como composición se ha ejecutado en Caracas desde que se introdujo el gusto por la pintura".
En 1847 Martínez, por medio del escritor colombiano Manuel Ancízar, Subsecretario de Hacienda de la república colombiana, es contratado junto a su hermano Gerónimo Martínez para que establecieran un taller litográfico en Bogotá y se anuncia por prensa su partida el 13 y 27 de noviembre de ese año. En agosto de 1848, los hermanos Martínez fundaron su propia academia “Martínez-Hermanos” donde tuvieron entre sus alumnos a Froilán Gómez y Daniel Ayala. En 1849, Celestino Martínez recibe un diploma de Mérito por un retrato al óleo del general José Hilario López y los dos hermanos son reconocidos en el acto como "los introductores de la litografía en Bogotá".
Los hermanos Martínez destacan como colaboradores de El Neogranadino, periódico dirigido por Ancízar, medio impreso de gran importancia para el desarrollo gráfico colombiano en el que ejecutan pioneros ensayos de la ciencia litográfica. En 1853, interesados en los procedimientos fotográficos, Celestino viaja a París y aprende a elaborar negativos en papel, cuya técnica es perfeccionada por su hermano Gerónimo en 1856. Adquirieron un equipo fotográfico del óptico francés Charles Louis Chevalier (1804-1859), quien construyó las lentes para la primera cámara de daguerrotipos; y establecen un taller en Bogotá.
Celestino Martínez ejerció en 1860, el cargo de Cónsul de Venezuela en Bogotá, hasta julio de 1861, cuando regresó al país por el retorno de José Antonio Páez al poder. Asistido por las técnicas más avanzadas del momento, se ocupa en la fabricación de los elementos y sustancias necesarias para su trabajo pictórico y fotográfico, labor que lo convierte, junto con Martín Tovar y Tovar y José Antonio Salas, en pionero de este campo de las artes plásticas.
Posteriormente, en 1867, expone en el Salón de Fotografía de Próspero Rey según reseña el periódico caraqueño El Federalista en su edición del 1° de mayo de 1867. El 28 de julio de 1872 participó en la Primera exposición anual de bellas artes venezolanas que organizó James Mudie Spence en el Café Ávila de Caracas. En 1877 es uno de los profesores fundadores de la Academia de Dibujo y Pintura del Instituto Nacional de Bellas Artes, que abrió sus clases el 1 de septiembre. En la exposición de final de curso de la Academia de Dibujo y Pintura del Instituto Nacional de Bellas Artes, el 5 de julio de 1878, expuso el retrato de Belén de Alcántara, la esposa del presidente Francisco Linares Alcántara.
En 1883, durante el primer centenario del Nacimiento de Simón Bolívar, Martínez será designado, junto con Ramón de la Plaza y Antonio José Carranza, miembro del jurado de la Exposición Nacional de Venezuela, realizada en el Palacio de la Exposición en Caracas en la sección de bellas artes en homenaje al Libertador.
Poco antes de morir, en noviembre de 1885, es nombrado inspector y administrador de edificios públicos del Distrito Federal. Martínez casó con Clara Lyon en 1846 del enlace tuvo 10 hijos: Juan; Celestino; Clara Teresa; Isabel Antonia, quien será la madre del humorista, periodista, dramaturgo, caricaturista, poeta, publicista y compositor Leoncio Martínez (Leo); María de la Trinidad, Rafael Lorenzo; José Manuel; Teresa Manuela; Teresa Manuela; y Antonio.
El pintor, grabador y fotógrafo caraqueño Celestino Martínez Sánchez falleció en Caracas, el 25 de diciembre de 1885.
El 1 de enero de 1892 un dibujo suyo: El llanero domador que pertenecía a Arístides Rojas sirvió para ilustrar el primer número de la revista literaria El Cojo Ilustrado de Caracas.

## Obras
- Retrato al óleo realizado a su padre, Juan Martínez Alemán (sin fecha).
- Retrato de Agustín Codazzi (sin fecha).
- Retrato del Mariscal Antonio José de Sucre en el campo de Ayacucho (sin fecha).
- Dos litografías del General José Antonio Páez (sin fecha).
- Realizó junto con su hermano un gran número de estampas, algunas litografiadas, las cuales fueron publicadas en El Álbum el 27 de junio de 1845.
- Retrato del Libertador Simón Bolívar (1846).
- Retrato del presidente de Colombia (1847).
- El Bautizo de Cristo (1847), Colección Catedral de Caracas.
- Retrato del escritor Manuel Ancízar (1853).
- Los cazadores a caballo en la posada (1866), Colección Galería de Arte Nacional.
- Huida a Egipto (1872).
- Retrato ecuestre del Mariscal Juan Crisóstomo Falcón (1872).
- El llanero domador, dibujo.

## Premios y reconocimientos
- Premio, Exposición nacional de productos naturales y de las artes liberales y mecánicas del país, 1844.
- Diploma de mérito, en ocasión al aniversario del 20 de julio, Bogotá, 1849.

## Colecciones
- Biblioteca Nacional, Caracas, Venezuela.
- Catedral de Caracas, Venezuela.
- Fundación John Boulton, Caracas, Venezuela.
- Galería de Arte Nacional, Caracas, Venezuela.
- Museo Bolivariano, Caracas, Venezuela.
- Museo de Armas, San Mateo, Venezuela.
- Museo Nacional de Colombia, Bogotá, Colombia.

## Galería de obras

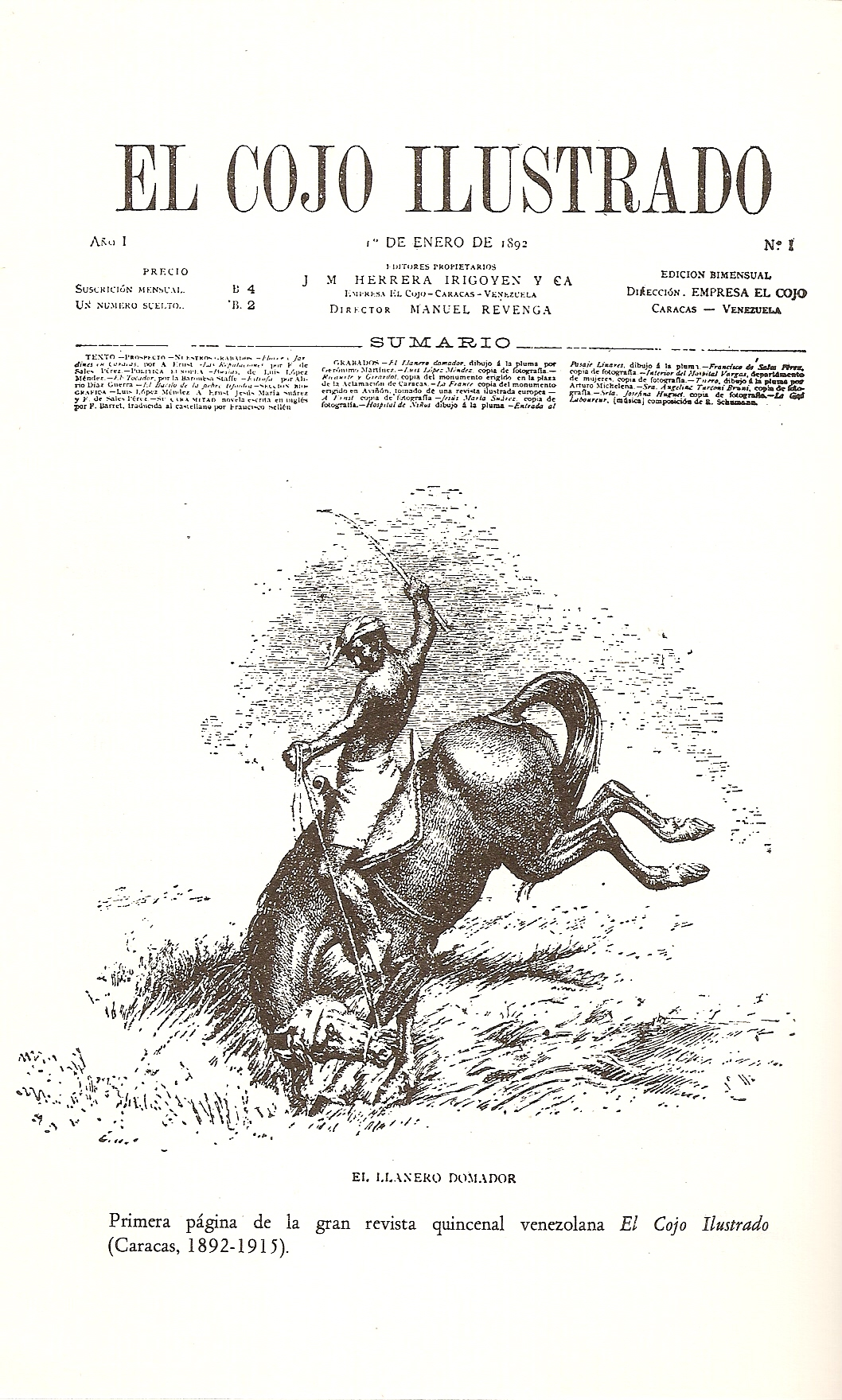
Primera portada de El Cojo Ilustrado con el dibujo "El llanero domador" de Celestino Martínez.
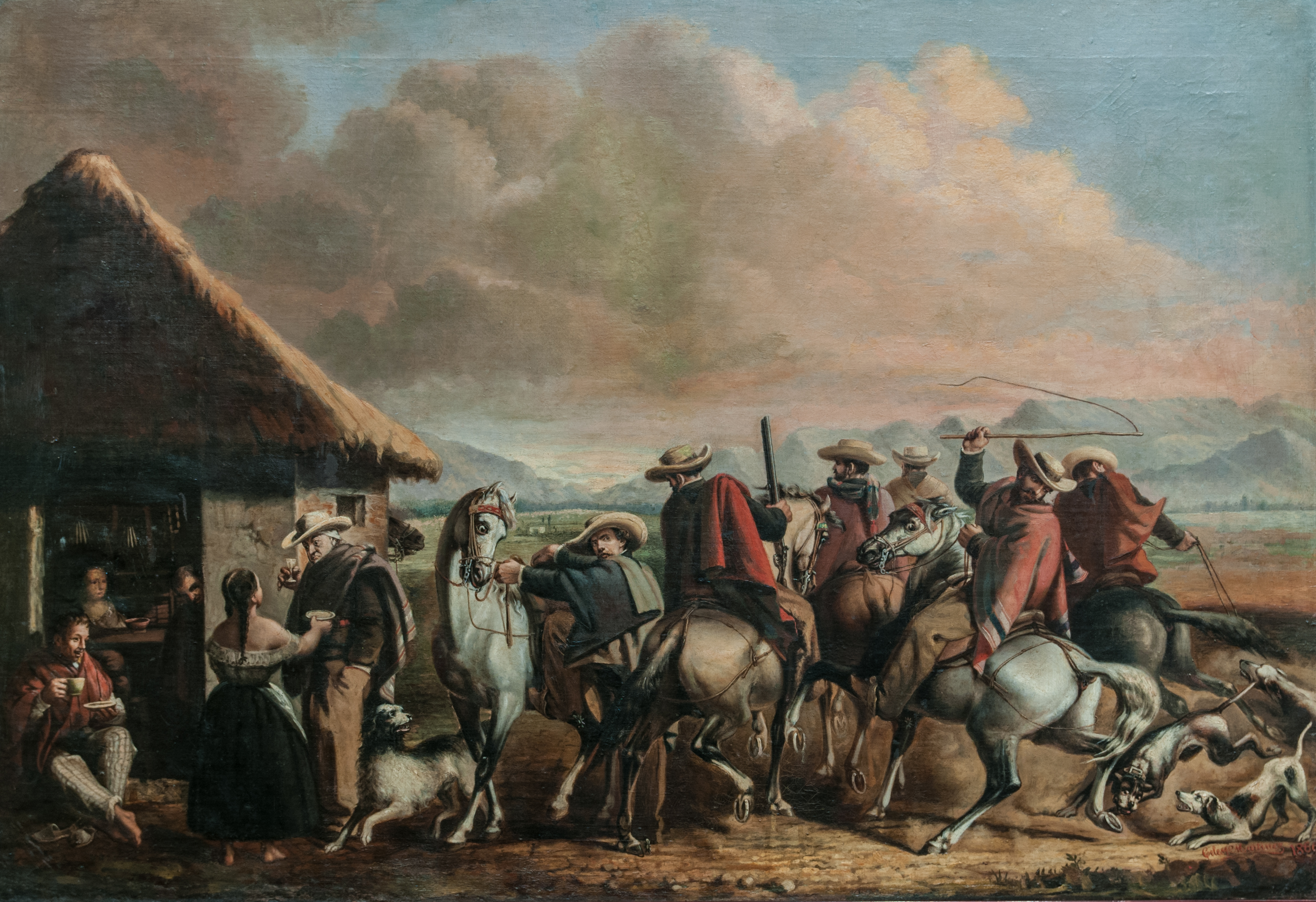
Los cazadores a caballo en la posada, Celestino Martínez, 1866, óleo sobre tela (82,3 cm x 121,2 cm). Galería de Arte Nacional, Caracas - Venezuela.